# 日下あき
日下 あき（くさか あき）は、日本の漫画家。

## 略歴
- 2018年 - 第16回マーガレット4月期まんがゼミナールplusおいて『最上さんのおまじない』が準入選受賞。『ザ マーガレット』に掲載されデビューした。

## 作品リスト
全て集英社、マーガレットコミックス（DIGITAL）から刊行されている。
- はじめての鮫島くん（2019年 - 2020年、全14巻）
  1. 2020年7月1日発売[1][2][3]、（『マーガレット』2019年20号）
  2. 2020年7月1日発売[4]（『マーガレット』2019年21号）
  3. 2020年7月1日発売[5]（『マーガレット』2019年22号）
  4. 2020年7月1日発売[6]（『マーガレット』2019年23号）
  5. 2020年7月1日発売[7]（『マーガレット』2019年24号）
  6. 2020年7月1日発売[8]（『マーガレット』2020年1号）
  7. 2020年7月1日発売[9]（『マーガレット』2020年2号）
  8. 2020年7月1日発売[10]（『マーガレット』2020年3・4合併号）
  9. 2020年7月1日発売[11]（『マーガレット』2020年5号）
  10. 2020年7月1日発売[12]（『マーガレット』2020年6号）
  11. 2020年7月1日発売[13]（『マーガレット』2020年7号）
  12. 2020年7月1日発売[14]（『マーガレット』2020年8号）
  13. 2020年7月1日発売[15]（『マーガレット』2020年9号）
  14. 2020年7月1日発売[16]（『マーガレット』2020年10・11合併号）
- はやくしたいふたり（2020年 - 2022年、全9巻）
  1. 2020年9月25日発売[17][18]、『マーガレット』2020年12号[19][20][21] - 17号、ISBN 978-4-08-844411-6
  2. 2020年12月24日発売[22]、『マーガレット』2020年18号 - 23号、ISBN 978-4-08-844419-2
  3. 2021年3月25日発売[23]、『マーガレット』2020年24号 - 2021年6号、ISBN 978-4-08-844443-7
    - はやくしたいふたりSP番外編（『マーガレット』2021年5号別冊ふろく『プレマ!〜PREMIUM MARGARET〜』）

  4. 2021年7月21日発売[24]、『マーガレット』2021年7号 - 13号、ISBN 978-4-08-844511-3
  5. 2021年10月25日発売[25]、『マーガレット』2021年14号 - 19号、ISBN 978-4-08-844535-9
  6. 2022年1月25日発売[26]、『マーガレット』2021年20号 - 2022年1号、ISBN 978-4-08-844587-8
  7. 2022年4月25日発売[27]、『マーガレット』2022年2号 - 8号、ISBN 978-4-08-844594-6
  8. 2022年8月25日発売[28]、『マーガレット』2022年9号 - 13号、16号 - 17号、ISBN 978-4-08-844672-1
  9. 2022年12月23日発売[29]、『マーガレット』2022年18 - 24号[30][31]、ISBN 978-4-08-844717-9
    - 数秒後の世界（描きおろし）
    - はやくしたい!!!!相談室（『マーガレット』2022年22号 - 23号他）
    - 数億秒後の世界（描きおろし）
- どうせ泣くなら恋がいい（『マーガレット』2023年2号[32][33] - 連載中、既刊8巻）
  1. 2023年4月25日発売[34]、ISBN 978-4-08-844778-0
  2. 2023年7月25日発売[35]、ISBN 978-4-08-844805-3
  3. 2023年11月24日発売[36]、ISBN 978-4-08-844818-3
  4. 2024年3月25日発売[37]、ISBN 978-4-08-844872-5
  5. 2024年7月25日発売[38]、ISBN 978-4-08-844886-2
  6. 2024年10月24日発売[39]、ISBN 978-4-08-843057-7
  7. 2025年2月25日発売[40]、ISBN 978-4-08-843103-1
  8. 2025年5月23日発売[41]、ISBN 978-4-08-843134-5

### イラスト
- はやくしたい!!!!相談室[42]（『マーガレット』2022年3・4合併号、『はやくしたいふたり』6巻収録。）

### その他
- 水晶玉子の夢を叶える60アニマル占い えと村のゆかいな仲間たち[43]（2021年11月5日発売[44][45][46][47][48]、著者：水晶玉子、イラスト：森月あめ、ISBN 978-4-08-790055-2）
  - ウサギ団地の住民さんに起こるかもしれないキュン♥エピソードまんが（描きおろし）

### 単行本未収録作品
- 最上さんのおまじない（『ザ マーガレット』2018年8月号、デビュー作）
- フラグメンツ・リフレクション（『ザ マーガレット』2018年12月号）
- ギャル×ヲタ[49][50][51][52][53]（『マーガレット』2019年9号別冊ふろく『マーガレットmini』、『マーガレット』2019年16号）